# Hermann Westphal (Jurist)
Hermann Westphal († 14. Dezember 1607 in Greifswald) war ein pommerscher Rechtsgelehrter und Direktor des Wolgaster Hofgerichts.

## Leben
Hermann Westphal war ein Sohn des Greifswalder Ratsherrn Johann Westphal. Er war Doktor beider Rechte und wurde 1571 Professor an der Universität Greifswald. Im selben Jahr wurde er zum Rektor der Hochschule gewählt. 1578 wurde er zum Fürstlichen Rat und 1583 zum Direktor des herzoglichen Hofgerichts in Wolgast ernannt.
Er war verheiratet mit Margarete Klinkow († 12. August 1622), Tochter des Caspar Klinkow (1521–1560) und Witwe des Stralsunder Ratsherrn Jürgen Möller. Die Tochter Maria war mit dem Greifswalder Rechtsprofessor Augustin Rhaw verheiratet.